# Elisabeta Lipă
Elisabeta Lipă z domu Oleniuc (ur. 26 października 1964 w Serecie) – rumuńska wioślarka i urzędniczka państwowa, multimedalistka igrzysk olimpijskich i mistrzostw świata, od 2015 do 2017 minister ds. młodzieży i sportu.

## Życiorys

### Kariera sportowa
Zawodowo uprawiała wioślarstwo, startując w różnych konkurencjach. W 1981 zdobyła brązowy medal w czwórkach podwójnych na mistrzostwach świata juniorów w Sofii. 
Wystąpiła na igrzyskach olimpijskich w Los Angeles w 1984, gdzie wspólnie z Mărioarą Popescu wywalczyła złoty medal w dwójkach podwójnych. W wyścigu finałowym o 2,38 sekundy Rumunki wyprzedziły osadę Holandii, a o 3,07 sekundy osadę Kanady. Na rozgrywanych cztery lata później igrzyskach olimpijskich w Seulu dwukrotnie stawała na podium. Najpierw razem z Veronicą Cogeanu zajęła drugie miejsce w dwójkach podwójnych, przegrywając z osadą NRD o 3,88 sekundy. Następnie wspólnie z Anişoarą Bălan, Anişoarą Mineą i Veronicą Cogeanu zajęła trzecie miejsce w czwórkach podwójnych. Drużyna finiszowała 2,75 sekundy za osadą NRD i 0,34 sekundy za osadą ZSRR. Dwa medale zdobyła także na igrzyska olimpijskie w Barcelonie w 1992. W jedynkach zwyciężyła, wyprzedzając Belgijkę Annelies Bredael o 1,10 sekundy i Kanadyjkę Silken Laumann o 3,31 sekundy. Startując razem z Veronicą Cogeanu w dwójkach podwójnych, zajęła drugie miejsce. Rumunki straciły do Niemek 2,47 sekundy, a o 3,69 sekundy wyprzedziły Chinki. Na rozgrywanych w 1996 igrzyskach olimpijskich w Atlancie osada Rumunii w składzie: Anca Tănase, Veronica Cochela, Liliana Gafencu, Doina Spîrcu, Ioana Olteanu, Elisabeta Lipă, Mărioara Popescu-Ciobanu, Doina Ignat i Elena Georgescu (sternik) zdobyła złoty medal w ósemkach. Rumunki wygrały wyścigi eliminacyjne, a w finale uplasowały się 4,32 sekundy przed Kanadyjkami i 4,71 sekundy przed Białorusinkami. Na tych samych igrzyskach startowała też w jedynkach, jednak nie awansowała do finału A i ostatecznie zajęła dziewiąte miejsce. Następnie wystartowała na igrzyskach olimpijskich w Sydney w 2000, razem z Georgetą Damian, Vioricą Susanu, Ioaną Olteanu, Veronicą Cochelą, Marią Magdaleną Dumitrache, Lilianą Gafencu, Doiną Ignat i Eleną Georgescu, zdobywając kolejne złoto w ósemkach. W finale jej drużyna pokonała o 2,95 sekundy Holenderki i o 5,14 sekundy Kanadyjki. Wspólnie z Veronicą Cochelą zajęła natomiast piąte miejsce w dwójkach podwójnych. Brała też udział w ósemkach na igrzyskach olimpijskich w Atenach w 2004. Rumunia w składzie: Rodica Florea, Viorica Susanu, Aurica Bărăscu, Ioana Papuc, Liliana Gafencu, Elisabeta Lipă, Georgeta Damian-Andrunache, Doina Ignat i Elena Georgescu zdobyła trzeci z rzędu złoty medal olimpijski. Tym razem w finale Rumunki o 1,86 sekundy wyprzedziły Amerykanki i o 2,15 sekundy Holenderki. Łącznie Elisabeta Lipă wywalczyła osiem medali olimpijskich, w tym pięć złotych, co uczyniło ją najbardziej utytułowanym wioślarzem w historii igrzysk olimpijskich.
Na mistrzostwach świata w Lucernie (1982) zdobyła brąz w czwórkach podwójnych. Następnie startowała głównie w dwójkach podwójnych, zdobywając srebrne medale na mistrzostwach świata w Hazewinkel (1985), Nottingham (1986), Kopenhadze (1987), Bledzie (1989) i Wiedniu (1991) oraz brąz na mistrzostwach świata w Duisburgu (1983). W międzyczasie zdobyła złoto w jedynkach na mistrzostwach świata w Bledzie (1989) oraz srebro w tej konkurencji na mistrzostwach świata w Wiedniu (1991), przegrywając wówczas z Kanadyjką Silken Laumann. Ponadto w ósemkach zdobyła srebro na mistrzostwach świata w Mediolanie (2003) i brąz na mistrzostwach świata w Indianapolis (1994) oraz srebro w dwójkach bez sternika na mistrzostwach świata w Indianapolis (1994). 
Wywalczyła łącznie ponad 20 tytułów mistrzowskich w kraju i w zawodach organizowanych na Bałkanach.

### Wykształcenie, działalność zawodowa i publiczna
W 2000 ukończyła studia nauczycielskie z zakresu wychowania fizycznego na Universitatea din Bacău. Kształciła się również w stołecznej akademii policyjnej. W 2004 uzyskała magisterium z zakresu nauczania wychowania fizycznego i edukacji sportowej na Universitatea Spiru Haret, a w 2008 doktoryzowała się w tej dziedzinie na Universitatea Națională de Educație Fizică și Sport.
Od 2000 była zatrudniona w policji. W 2003 podjęła pracę w ministerstwie spraw wewnętrznych. Była doradcą ministra ds. sportu i zastępcą dyrektora departamentu. W latach 2009–2015 pełniła funkcję prezesa klubu sportowego CS Dinamo Bukareszt oraz rumuńskiej federacji wioślarskiej. Również w 2009 została wiceprezesem Rumuńskiego Komitetu Olimpijskiego. W listopadzie 2015 w technicznym rządzie, na czele którego stanął Dacian Cioloș, objęła stanowisko ministra ds. młodzieży i sportu. Urząd ten sprawowała do stycznia 2017.
W 2023 została powołana na dyrektora Krajowej Agencji Sportu. W 2024 dołączyła do Partii Socjaldemokratycznej. W tym samym roku z jej ramienia uzyskała mandat posłanki do Izby Deputowanych.

## Osiągnięcia sportowe
Igrzyska olimpijskie
- złoty medal: dwójka podwójna (1984), jedynka (1992), ósemka (1996, 2000, 2004)
- srebrny medal: dwójka podwójna (1988, 1992)
- brązowy medal: czwórka podwójna (1988)
- 5. miejsce: dwójka podwójna (2000)
- 9. miejsce: jedynka (1996)[1]

Mistrzostwa świata
- złoty medal: jedynka (1989)
- srebrny medal: dwójka podwójna (1985, 1986, 1987, 1989, 1991), jedynka (1991), dwójka bez sternika (1994), ósemka (2003)
- brązowy medal: czwórka podwójna (1982), dwójka podwójna (1983), ósemka (1994)[2]

## Odznaczenia
- Wielki Oficer Orderu Gwiazdy Rumunii (Rumunia, 2024)[23]
- Medal Thomasa Kellera (2008)[24]